# Physcomitrellopsis
Physcomitrellopsis es un género de musgos perteneciente a la familia Funariaceae.  Comprende 2 especies descritas y  aceptadas.

## Taxonomía
El género fue descrito por Bruch & Schimp. y publicado en Journal of Botany, British and Foreign 60: 107. 1922.  La especie tipo es: Physcomitrellopsis africana Wager & Broth. ex Dixon	

## Especies aceptadas
A continuación se brinda un listado de las especies del género Physcomitrellopsis aceptadas hasta junio de 2015, ordenadas alfabéticamente. Para cada una se indica el nombre binomial seguido del autor, abreviado según las convenciones y usos.
- Physcomitrellopsis africana Wager & Broth. ex Dixon

+ Physcomitrellopsis indica Dixon